# پاتریک ابرت
پاتریک ابرت (آلمانی: Patrick Ebert؛ زادهٔ ۱۷ مارس ۱۹۸۷) یک بازیکن فوتبال اهل آلمان است.
از باشگاه‌هایی که در آن بازی کرده‌است می‌توان به هرتابرلین، رئال وایادولید، اسپارتاک مسکو و رایو وایکانو اشاره کرد.
وی همچنین در تیم ملی فوتبال زیر ۲۱ سال آلمان بازی کرده است.

## یادکرد ویکی‌پدیا
- مشارکت‌کنندگان ویکی‌پدیا. «Patrick Ebert». در دانشنامهٔ ویکی‌پدیای انگلیسی، بازبینی‌شده در ۱۶ مارس ۲۰۱۷.